# Gustav Zunkel

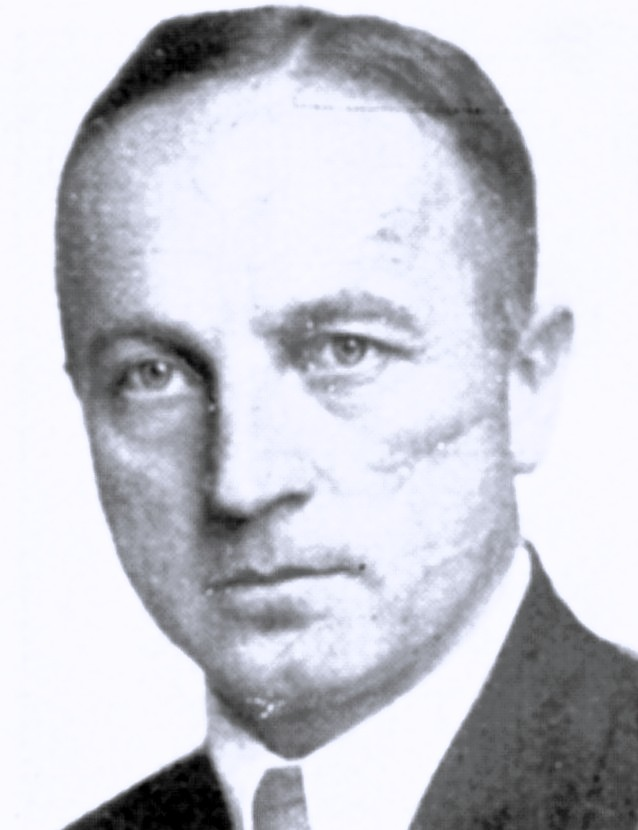
Gustav Zunkel, um 1933

Kurt Gustav Zunkel (* 19. November 1886 in Ollendorf; † 8. Dezember 1934 in Weimar) war ein deutscher Politiker (NSDAP). 

## Leben und Wirken
Gustav Zunkel wurde als Sohn eines Pfarrers geboren. Er besuchte die Volksschule in Vieselbach und das Wilhelm-Ernst-Gymnasium in Weimar. Zunkel studierte Geschichte und Philologie (Griechisch, Latein) in Jena und Berlin. 1910 promovierte er dort zum Dr. phil. Danach gehörte er als Einjährig-Freiwilliger dem Infanterie-Regiment „von Wittich“ (3. Kurhessisches) Nr. 83 an. 1911 legte er das erste Staatsexamen ab, im März 1914 folgte das zweite Staatsexamen (Pädagogische Abschlussprüfung) und wurde zum 1. April 1914 Lehrer am Gymnasium Alexandrinum in Jena.
Von 1914 bis 1918 nahm Zunkel am Ersten Weltkrieg teil, wurde zweimal verwundet und mit dem Eisernen Kreuz beider Klassen ausgezeichnet wurde.
1919 wurde er Studienrat am Weimarer Realgymnasium.
Mitte der 1920er Jahre trat Zunkel in die NSDAP ein. Später wurde er auch Mitglied Sturmabteilung (SA) und der Schutzstaffel (SS).
Im September 1930 wurde Zunkel als Kandidat seiner Partei für den Wahlkreis 12 in den Reichstag, dem er in der Folge bis zum November 1933 angehörte, gewählt. Bereits seit 1929 war er Stadtverordneter in Weimar. Von 1930 bis 1931 amtierte Zunkel außerdem als ehrenamtlicher Fachberater für höhere Schulen im thüringischen Volksbildungsministerium unter Wilhelm Frick. Daneben war er seit Anfang der 1930er Jahre Gruppenführer beim Stab des Obersten SA-Führers (OSAF), das heißt, Adolf Hitler. Im Juli 1932 wurde Zunkel SA-Gruppenführer von Thüringen.
Einige Monate nach der nationalsozialistischen „Machtergreifung“ 1933 wurde Zunkel Leiter der Schulabteilung des preußischen Kultusministeriums. Bald darauf wurde er als Nachfolger des ausgeschiedenen Fritz Sauckel als Staatsrat in die thüringische Landesregierung (Kabinett Marschler) berufen, der er bis zu seinem Tod im folgenden Jahr angehörte.
Während der nationalsozialistischen Herrschaft waren der Gustav-Zunkel-Platz in Erfurt und die Gustav-Zunkel-Straße in Gera nach ihm benannt. Außerdem wurde eine Weimarer SA-Standarte nach ihm benannt. An der Universität Jena stellte der NS-Studentenbund aus den vormaligen Studentenverbindungen Landsmannschaft Hercynia und Wissenschaftliche Verbindung Chattia eine Kameradschaft Gustav Zunkel auf.
In der Weimarer Nordvorstadt gab es in der NS-Zeit eine Zunkelstraße.

## Schriften
- Untersuchungen zur griechischen Geschichte der Jahre 395–386, 1911 (Dissertation).